# Вера Кобалія
Вера Кобалія (груз. ვერა ქობალია; нар. 24 серпня 1981) — грузинська політична діячка, міністр економіки Грузії з 2010 до 2012 року.
Вера Кобалія народилася у Сухумі. Унаслідок війни у Абхазії емігрувала, з 1994 до 2010 року жила в Канаді. Працювала на керівних посадах у канадійських компаніях (переважно в галузі американо-китайської торгівлі) і неурядових організаціях.
З 3 лютого 2010 Вера Кобалія — знову у Грузії. Очолювала неурядову організацію «Коаліція за справедливість».
3 липня 2010го — призначена міністром економіки і стійкого розвитку Республіки Грузія. Обіймала посаду до 25 жовтня 2012 року.
За словами Вери Кобалія, вона працює з п'ятнадцятирічного віку.
Батько Вери Кобалія — Отарі Кобалія, є власником пекарні у Ванкувері.